# Helt normal
Helt normal er en dansk kortfilm fra 2012, der er instrueret af Nicolai Schmelling.

## Handling
Det er ikke alt der er som det umiddelbart ser ud til. Filmen handler om en mand hvor skindet bedrager - på den gode måde.